# 郷野目ストア
郷野目ストア（ごうのめストア）は、山形県最上地方で店舗を展開していたスーパーマーケットチェーン。
2024年（令和6年）5月に破産手続開始の決定を受けた。

## 歴史
創業年は1911年（明治44年）、会社設立は1975年（昭和50年）である。新庄市に本部を置き、同市や真室川町でのスーパー経営のほか不動産賃貸業も行っていた。
ピーク時の2001年6月期には、最上地方に5店舗を展開し、売上高約62億円を計上。きらやか銀行を主要取引銀行とした。しかし、その後は大手スーパーの進出や人口減少で売り上げが減少し、不採算店舗の閉店などで再建を図ったものの、2023年（令和5年）6月期の純損失は約1億5900万円となった。
2024年（令和6年）5月2日、山形地方裁判所から破産手続開始の決定を受けた。

## 店舗

### 閉店時の店舗
以下の店舗は2022年（令和3年）11月5日に「マルシェゴーノメ」としてリニューアルオープンを行った。
- マルシェ ゴーノメ真室川店 - 山形県真室川町大字新町218[2]。
- マルシェ ゴーノメ 新庄店（旧桧町店[5]、後にひのき町店[6]） - 山形県新庄市桧町9-11[2]。1997年（平成9年）6月27日開店[5]。

### 過去の店舗
- 中央店 - 新庄市鉄砲町1-26[6]。1986年（昭和61年）10月9日開店[5]。
- 松本店 - 新庄市松本277。1978年（昭和53年）11月2日開店[5]。
- 泉田店 - 新庄市大字泉田18-1[6]
- 最上店 - 最上町向町116-1[6]